# Jim Driscoll
James Driscoll, detto Jim (Cardiff, 15 dicembre 1880 – 30 gennaio 1925), è stato un pugile gallese.
La International Boxing Hall of Fame lo ha riconosciuto fra i più grandi pugili di ogni tempo.

## Gli inizi
Divenne professionista nel 1901.

## La carriera
Campione del mondo dei pesi piuma negli Anni '10, fu antagonista di Abe Attell.
Morì di tubercolosi all'età di 44 anni.